# Ford EXP
La Ford EXP è un'autovettura prodotta dalla casa automobilistica statunitense Ford dal 1981 al 1988. 
È una coupé sportiva prodotta e basata sul pianale della Ford Escort americana. Ne è stata prodotta anche una versione con marchio Mercury chiamata Mercury LN7.

## EXP (1981-1985)

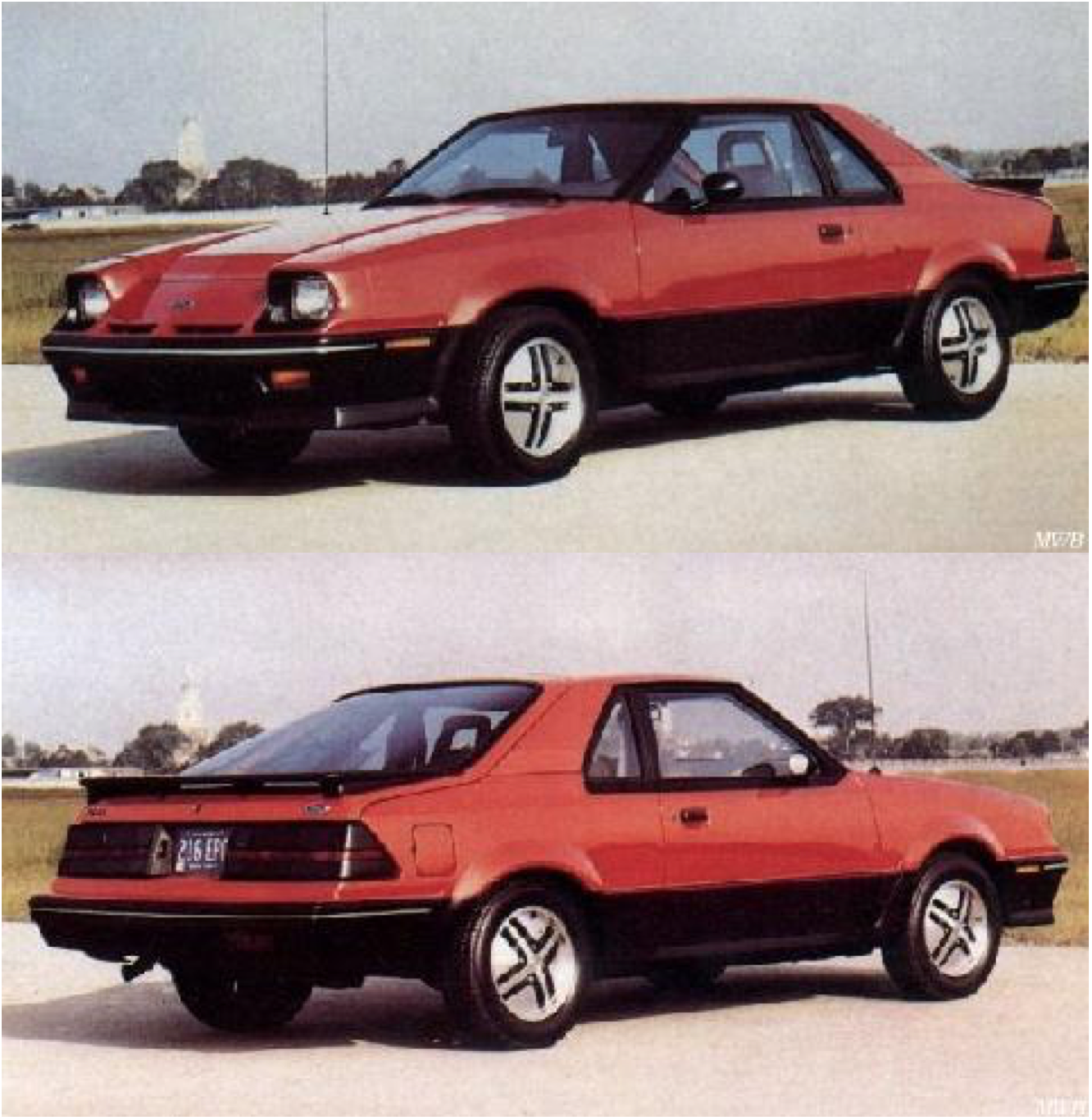
Ford EXP Turbo

L'EXP fu introdotta in Nord America nell'aprile 1981 ed era una coupé due volumi a tre porte e due posti realizzati sul pianale della Escort.
Inizialmente al lancio veniva offerta solo una versione con un'unica motorizzazione, spinta da un motore a quattro cilindri in linea da 1,6 litri da 70 CV. Verso la fine del 1981 venne aggiunta alla gamma anche una variante da 81 CV dello stesso motore. Entrambi i motori erano inizialmente disponibili in combinazione con un cambio manuale a quattro velocità o un automatico a tre velocità.
Nel 1983 il motore da 81 CV divenne abbinabile anche a un cambio a cinque marce. Come terza motorizzazione, Ford introdusse una versione a iniezione del 1.6 litri che sviluppava 89 CV.

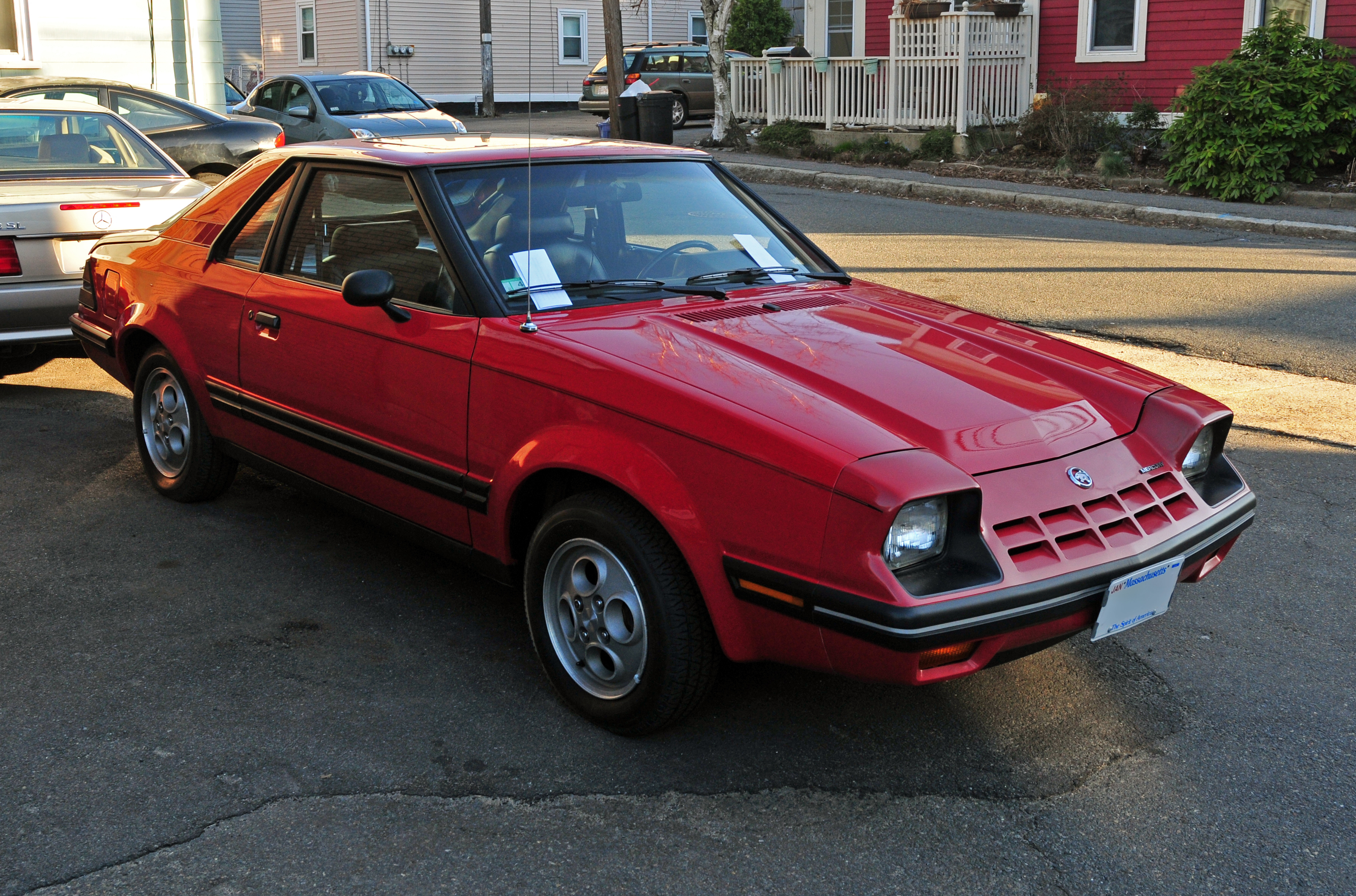
Mercury LN7

Nel 1984 Ford ha lanciato l'EXP Turbo con un motore sovralimentato mediante turbocompressore da 1,6 litri con 120 CV a 5200 giri/min, sospensioni sportive, scritta Turbo e vari dettagli e componenti della carrozzeria verniciati in nero opaco. Il motore da 71 CV venne tolto dal listino e la potenza del propulsore a iniezione venne ridotta a 85 CV. La produzione della prima generazione terminò nell'aprile 1985.

## Escort EXP (1986-1988)

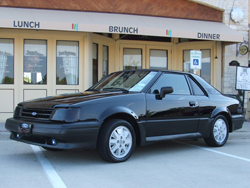
Ford Escort EXP

Fu nella primavera del 1986 che la seconda generazione, ufficialmente chiamata Escort EXP, esordì sul mercato, caratterizzata da un frontale completamente ridisegnato dotato di nuovi fari. Le motorizzazioni disponibili furono un quattro cilindri in linea da 1,9 litri, che nella versione Luxury Coupe erogava 87 CV mentre nella versione Sport Coupe 109 CV grazie all'adozione di un sistema di iniezione.
Nel 1987 le potenze crebbero rispettivamente a 91 e 117 CV.
La produzione EXP terminò nell'ottobre 1988.